# Río Ayuda
Río Ayuda är ett vattendrag i Spanien. Det ligger i den norra delen av landet, 260 km norr om huvudstaden Madrid.